# Континентална кора
Континентална кора је слој магматских, седиментних и метаморфних стена које изграђују континенте и подручја плитког морског дна близу обале, која се називају шелфови. Овај слој се обично назива СиАл зона, због тога што има фелзични, гранитни састав, за разлику од океанске коре, која се назива СиМа због мафичног, односно базалтног састава. С обзиром на промену брзине сеизмичких таласа, сматра се да на одређеној дубини континентална кора поседује веома слична физичка својства као и океанска кора. Ова линија промене брзине сеизмичких таласа назива се Конрадов дисконтинуитет.
С обзиром на то да се углавном састоји од гранитоидних стена, континентална кора има густину око 2,7 g/cm³ и мање је густине од мафичног материјала који изграђује мантл (чија је густина око 3,3 g/cm³). Такође, континентална кора има мању густину од океанске коре (чија је густина око 2,9 g/cm³), али је значајно дебља. Њена дебљина варира од 25 до 70 километара, док је просечна дебљина океанске коре око 7–10 km. Континентална кора изграђује око 40% Земљине површине. Такође, 70% укупне запремине Земљине коре чини континентална кора.

## Порекло
Постоји врло мало материјалних чињеница које објашњавају развој континенталне коре у периоду пре 3,5 милијарди година. Међутим, у подручјима континенталних штитова уочава се релативно брз развој континенталне коре старости између 3 и 2,5 милијарди година. Континентална кора се формира фракционом диференцијацијом океанске коре током еона. Овај процес је и данас активан захваљујући вулканизму који је узрокован субдукцијом.